# Dee Bradley Baker

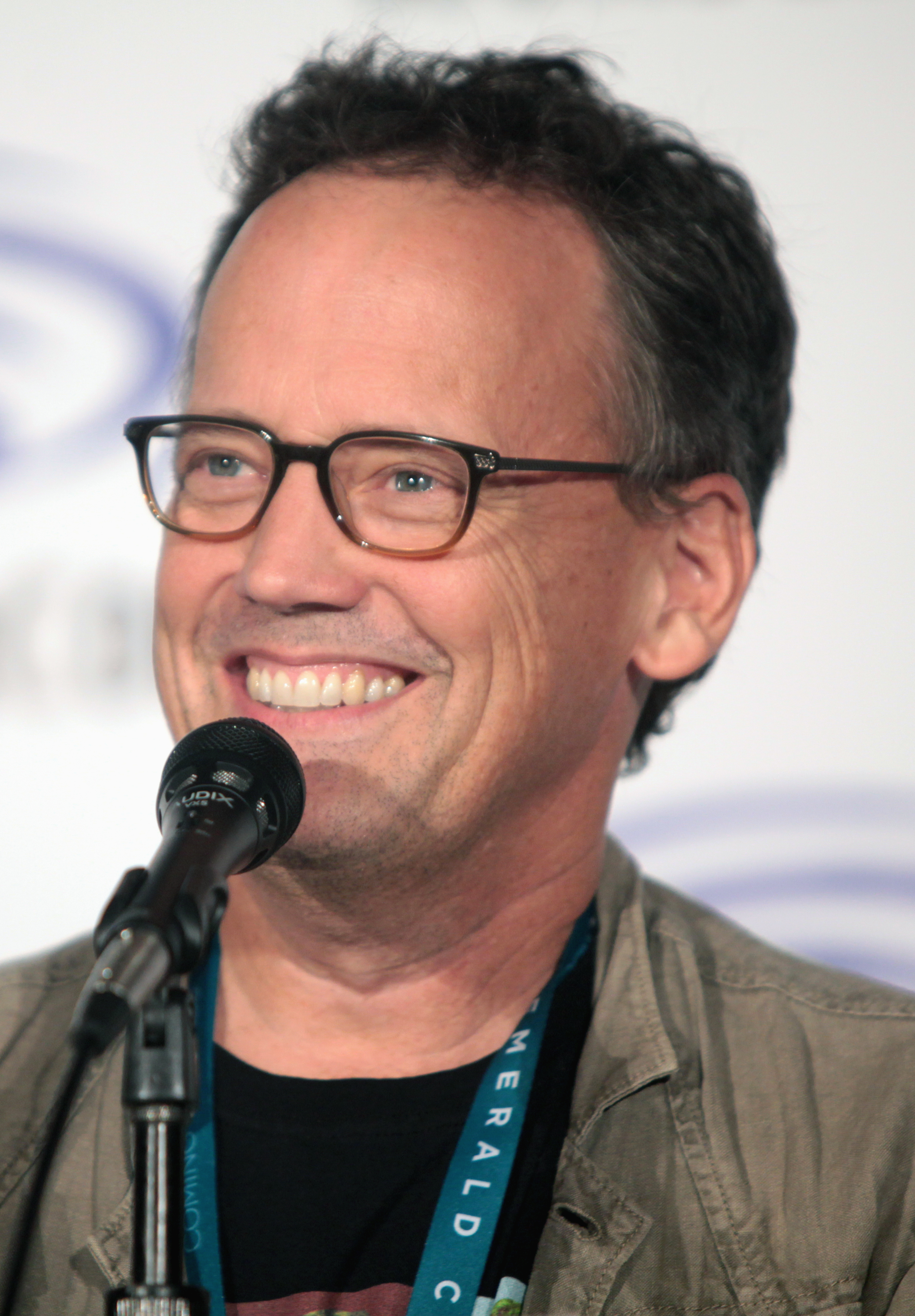
Dee Bradley Baker, 2016

Dee Bradley Baker (* 31. August 1962 in Bloomington, Indiana) ist ein US-amerikanischer Synchronsprecher. Bekannt ist er als Originalstimme von Ra's al Ghul in Batman: Arkham City, Appa in Avatar – Der Herr der Elemente sowie der Klonkrieger in verschiedenen Star-Wars-Projekten.

## Leben
Geboren in Bloomington, Indiana, als Sohn von Nancy und Buddy Baker, wuchs Baker jedoch in Greeley, Colorado auf und wirkte bereits im Alter von neun Jahren an Musicals, Theaterstücken, Opern und Stand-Up-Comedies mit.
1981 machte er seinen Abschluss und besuchte später das Colorado College, wo er die Fächer Philosophie, Biologie, Kunst und Germanistik studierte; letzteres mehrere Jahre an der Universität Göttingen.
Seit 1989 ist er als Sprecher aktiv und sprach in mehreren Animations- und Zeichentrickserien mit, darunter in Avatar – Der Herr der Elemente, Star Wars: The Clone Wars, Star Wars Rebels, American Dad, Star Wars: The Bad Batch und Star Trek: Prodigy.

## Deutscher Sprecher
Im Deutschen hat Baker bislang keinen Stammsprecher, lediglich Martin Keßler spricht ihn wiederholt in der Rolle der Klonkrieger in Star Wars. In anderen Projekten wurde er beispielsweise von Lutz Schnell, Boris Tessmann oder Konrad Bösherz synchronisiert.

## Sprechrollen (Auswahl)

### Filme und Serien
- seit 2005: American Dad
- 2005–2008: Avatar – Der Herr der Elemente (Avatar: The Last Airbender)
- 2008: Star Wars: The Clone Wars
- 2008–2014, 2020: Star Wars: The Clone Wars
- 2009: Bionicle: The Legend Reborn
- seit 2011: Family Guy
- 2012–2017: Der ultimative Spider-Man
- 2014–2018: Star Wars Rebels
- 2015–2019: Star gegen die Mächte des Bösen
- 2015: Lego Star Wars: Die Abenteuer der Freemaker
- 2017–2018: Star Wars: Die Mächte des Schicksals
- 2017: Die Schlümpfe – Das verlorene Dorf
- 2018: Clarence (1 Folge)
- 2018–2020: Star Wars Resistance
- 2019–2022: Grünes Ei mit Speck (Green Eggs and Ham, 16 Folgen)
- 2020: Lego Star Wars Holiday Special
- 2021: Shang-Chi and the Legend of the Ten Rings
- 2021: Monster bei der Arbeit
- 2021–2024: Star Wars: The Bad Batch
- seit 2021: Star Trek: Prodigy
- 2022: Star Wars: Geschichten der Jedi (Tales of the Jedi)
- 2022: Nachts im Museum: Kahmunrah kehrt zurück (Night at the Museum: Kahmunrah Rises Again) (Stimme)
- 2023: Guardians of the Galaxy Vol. 3
- 2023: Gremlins – Secrets of the Mogwai

### Videospiele
- 2004: Halo 2 (Gravemind)
- 2007: Halo 3 (Gravemind)
- 2008: Star Wars: The Force Unleashed
- 2010: Star Wars: The Force Unleashed II
- 2011: Portal 2 (Atlas und P-Body)
- 2014: Destiny (Variks)
- 2015–2016: Minecraft: Story Mode (Reuben)
- 2017: Star Wars: Battlefront II
- 2018: Lego DC Super-Villains
- 2018: Overwatch
- 2019: Star Wars Jedi Fallen Order
- 2022: Lego Star Wars: Die Skywalker Saga
- 2024: Star Wars Outlaws (Nix)